# 최방제
최방제(崔方濟, ? ~1837년 11월 26일)은 19세기 한국 천주교회의 신학생이자, 최양업 신부와 김대건 신부의 신학교 동기이다.

## 경력
파리 외방전교회 선교사들에 의하면 충청도 홍주에서 태어났고, 양반신분과 재산을 버릴 정도로 신심이 깊은 부모에게서 신앙생활을 배웠다. 모방 신부가 최양업, 김대건과 함께 성직자가 될만한 소질을 10개월 동안 알아본 후에 마카오신학교에 보냈다. 파리 외방전교회 선교사들은 세속의 때가 묻지 않은 소년들을 소중히 여겼고, 신앙생활과 공부를 모두 열심히 하는 최방제의 성실함을 칭찬했다. 그가 라틴어 공부에서 보인 진전은 만족스러워서, 밥을 먹을 때마다 라틴어 성경을 알기 쉽게 읽을 정도였다. 1836년 피에르 모방 신부에 의해 마카오로 보내져서 마카오신학교에서 신학을 공부하다가 1837년 11월 26일에서 27일 밤중에 위열병으로 선종하였다. 파리 외방전교회 선교사들에 의하면 병자성사를 받았고, 잠자던 중 평화롭게 세상을 떠났다.
피에르 모방 신부는 조선에서 비교적 가까운 북경신학교나 중국인 신부양성소를 탐탁스럽게 여기지 않았기 때문에, 이들이 마카오까지 가서 유학을 하게 된 것이었다.